# Михаил Николаевич
Великий князь Михаи́л Никола́евич (13 (25) октября 1832, Петергоф, Санкт-Петербургская губерния — 5 (18) декабря 1909, Канны) — четвёртый и последний сын императора Николая I и его супруги Александры Фёдоровны; военачальник и государственный деятель; наместник императора на Кавказе; генерал-фельдмаршал (1878), генерал-фельдцейхмейстер (1852). Председатель Государственного совета (1881—1905).

## Биография
Родился 13 (25) октября 1832 года. Назван в честь младшего брата Николая I — великого князя Михаила Павловича. Получил образование под наблюдением родителей.
В 1843 и 1844 годах Михаил Николаевич вместе со своими братьями Николаем и Константином проходил практику на люгере «Ораниенбаум», выходя в Финский залив.

В службу Михаил Николаевич вступил в 1846 году; генерал-фельдцейхмейстер с 1852 года; с 26 ноября 1852 года по 20 мая 1855 года — командир гвардейской артиллерийской бригады. С началом Крымской войны Михаил находился при действующей армии. Отправляя своих сыновей — великих князей Николая и Михаила — в Крым, император сказал: 
Если есть опасность, то не моим детям избегать ее!
 Оба великих князя получили боевое крещение при Инкермане. Русский главнокомандующий А. С. Меншиков решил нанести главный удар по английскому корпусу на Инкерманских высотах и разрезать союзную армию пополам, введя затем в дело крупные конные силы и сняв тем самым блокаду Севастополя. 24 октября 1854 года русские войска атаковали позиции союзников, но из-за густого тумана сражение разбилось на ряд отдельных схваток. Подоспевший 2-й французский корпус вынудил русские войска отступить, понеся серьёзные потери. За отличие в бою у Инкерманских высот великий князь Михаил 7 ноября был награждён орденом св. Георгия 4-й степени.
С 20 мая 1855 года по 26 августа 1856 года Михаил Николаевич — командир артиллерии гвардейских пехотного и резервного кавалерийского корпусов; с 26 августа 1856 года по 16 августа 1857 года — начальник 2-й лёгкой гвардейской кавалерийской дивизии; с 16 августа 1857 по 9 февраля 1860 года — начальник артиллерии Отдельного гвардейского корпуса; с 9 февраля 1860 года по 6 декабря 1862 года — главный начальник военно-учебных заведений Военного министерства.
6 декабря 1862 года Михаил Николаевич назначен наместником Его Императорского Величества на Кавказе и командующим Кавказской армией. В мае 1864 года великий князь участвует в походе против мятежных горцев на Черноморское побережье Кавказа в район Адлера и Сочи. Его войска нанесли противнику серию чувствительных поражений, что знаменовало собой полное покорение Западного Кавказа и окончание Кавказской войны.

В феврале 1865 года августейший наместник поручил кавказским администраторам — дабы 
сохранить для потомства по возможности полное и подробное повествование тех подвигов, которые совершены были частями войск и отдельными лицами в течение продолжавшейся шестьдесят лет непрерывной войны с горцами…
 — сделать следующее: Все полки и батальоны (регулярные и казачьи) должны были представить историю их жизни на Кавказе и действий против горцев. Офицерам, избиравшимся для подобной миссии, давались льготы от исполнения служебных обязанностей и увольнения для поиска архивных материалов. Кроме того, предлагалось привлечь к проекту и «…всех военных и других званий лиц, у кого окажутся какие-либо записки и воспоминания, имеющие какое-либо отношение к событиям минувшей войны…». Уже через два года «Высочайшая инициатива» получила практическое исполнение. А в 1876 году в Тифлисе вышел I том посвящённого истории Кавказских войн «Кавказского сборника». Всего в продолжение 1876—1912 годов Военно-исторический отдел штаба Кавказского военного округа издал 32 тома «КС».

Во время Русско-турецкой войны 1877—1878 годов Михаил Николаевич состоял главнокомандующим действующей армией на Кавказском ТВД. С его именем неразрывно связаны как успехи, так и неудачи той кампании. Неблагоприятный оборот дел встревожил великого князя; он лично прибыл на фронт со своим начальником штаба генералом Обручевым и взял на себя руководство операциями. 27 сентября великий князь стал готовить армию для нанесения сокрушительного удара по турецким войскам. В сражении 2 и 3 октября на Аладжинских высотах турецкая армия была полностью уничтожена, потеряв только убитыми 15 тысяч человек. Остатки армии Мухтара-паши бежали к Карсу и Зивину. Вся бывшая у турок артиллерия досталась русским. 
9 октября 1877 года Михаил Николаевич был удостоен ордена св. Георгия 1-й степени «…за разбитие наголову кавказскими войсками под личным предводительством Его Высочества армии Мухтара-паши в кровопролитном бою 3 октября 1877 года на Аладжинских высотах и принуждение большей части оной сложить оружие». 9 октября отряд генерала Лазарева подошёл к крепости Карс и 13-го числа начал осадные работы. Осадный корпус поступил под командование М. Т. Лорис-Меликова. Великий князь отбыл в Тифлис к исполнению обязанностей наместника. Между тем, блистательный штурм в ночь на 6 ноября закончился взятием Карса и фактически завершил кампанию на Кавказе. 16 апреля 1878 года великий князь Михаил Николаевич за отличия в Русско-турецкой войне был произведён в генерал-фельдмаршалы. В 1879 году из отвоёванных у Турции земель были сформированы Карсская и Батумская области.
1 (13) марта 1881, около 2 часов пополудни, Михаил Николаевич был на чае в Михайловском дворце в Петербурге, у великой княгини Екатерины Михайловны, где присутствовал также его брат император Александр II, который в тот же день был смертельно ранен при возвращении в Зимний дворец около 2 часов 25 минут пополудни. Михаил Николаевич прибыл на место покушения вскоре после второго взрыва (смертельного для императора), отдавал распоряжения и приказания на месте происшествия.
Михаил Николаевич был назначен председателем Государственного совета 14 июля 1881 года. 23 июля 1881 года уволен от должности наместника и главнокомандующего Кавказской армией.
Именным Высочайшим указом от 24 августа 1905 года назначен почётным председателем Государственного совета.
Последние годы жизни тяжело болел. Скончался 5 (18) декабря 1909 года во Франции. Тело было перевезено в Крым и затем — в Санкт-Петербург. Со всеми почестями Михаил Николаевич был похоронен 23 декабря 1909 года (5 января 1910 года) в Санкт-Петербурге в соборе Святых первоверховных Апостолов Петра и Павла.

## Чины и звания
- Вступил в службу (02.07.1846)[10]
- Подпоручик (Выс. пр. 02.07.1846);
- Поручик (Выс. пр. 13.10.1847);
- Капитан (Выс. пр. 30.08.1849);
- Назначен флигель-адъютантом к Его Императорскому Величеству (Выс. пр. 23.04.1850);
- Полковник (Выс. пр. 13.10.1850);
- Свиты Его Величества генерал-майор (Выс. пр. 26.11.1852);
- Назначен генерал-адъютантом к Его Императорскому Величеству (Выс. пр. 25.01.1856);
- Генерал-лейтенант (Выс. пр. 27.08.1856);
- Генерал от артиллерии (Выс. пр. 30.08.1860);
- Генерал-фельдмаршал (Выс. пр. 16.04.1878).

## Семья
В 1857 году, в возрасте 25 лет, великий князь Михаил Николаевич женился на Цецилии Баденской (в православии Ольга Фёдоровна) — младшей дочери великого герцога Баденского Леопольда I и шведской принцессы Софии. Цецилия приходилась внучатой племянницей императрице Елизавете Алексеевне (супруге императора Александра I). В браке с ней имел шестерых сыновей и одну дочь:
1. Николай Михайлович (1859—1919)
2. Анастасия Михайловна (1860—1922)
3. Михаил Михайлович (1861—1929)
4. Георгий Михайлович (1863—1919)
5. Александр Михайлович (1866—1933)
6. Сергей Михайлович (1869—1918)
7. Алексей Михайлович (1875—1895)

## Двор
В 1857—1863 годах, к свадьбе великого князя и принцессы, по проекту придворного архитектора Андрея Штакеншнейдера на Дворцовой набережной был возведён Ново-Михайловский дворец. Кроме того, в казну перешёл дом 6 (дом П. Ф. Балка) на Миллионной улице, который был перестроен под служебный корпус дворца великого князя Михаила Николаевича. В здании расположились запасный дом и Конюшенный двор великого князя. После кончины великого князя в декабре 1909 года Конюшенный двор был упразднён.
Михайловка (также «Михайловская дача» или «Михайловское имение») — дворцово-парковый ансамбль XIX века на Петергофской дороге, принадлежавший Михаилу Николаевичу и великокняжеской линии Михайловичей.
Владел имением Дудергофское (184 десятины, наследовал у матери в 1861 г.) в Петергофском уезде, имением Ай-Тодор в Гаспре Ялтинского уезда (первоначально 69 десятин, затем увеличилось до 200 десятин), имением Грушевское в Екатеринославской, Херсонской и Таврической губерниях (75066 десятин), имением Циглировка в Константиноградском уезде Полтавской губернии (14122 десятины), владением Вардане в Черноморской губернии (8000 десятин, пожаловано в 1871 году), имением Боржоми в Горийском уезде Тифлисской губернии (69513 десятин, пожаловано в 1872 году). Купил в рассрочку до 1923 г. у Общества восстановления христианства 1509 десятин (земли Караязского имения в Тифлисской губернии).

## Награды
При совершении святого таинства крещения получил имя Святого архистратига Божия Михаила и императорские ордена: Святого апостола Андрея Первозванного, Святого Александра Невского, Белого орла и Святой Анны 1-го класса.
Вместе с державным братом 7 (20) ноября 1854 года он высочайше пожалован был военным орденом Святого великомученика и Победоносца Георгия 4-го класса «В воздаяние за мужество, оказанное Им в сражении при Севастополе 24-го числа минувшего Октября, и за неустрашимость, коею Он отличился при посещении после того Севастопольских бастионов и батарей, под смертоносным неприятельским огнём». 1 (13) января 1863 года высочайше пожалован орденом Святого равноапостольного великого князя Владимира 1-го класса — редкой наградой для членов императорской Фамилии.
15 (27) июня 1864 года «За покорение Западного Кавказа» высочайшим манифестом государь Александр II Николаевич жалует великого князя Михаила Николаевича орденом Святого великомученика и Победоносца Георгия 2-го класса. 9 (21) октября 1877 года «За разбитие наголову Кавказскими войсками, под личным предводительством Его Высочества, армии Мухтара-Паши в кровопролитном бою, 3-го Октября 1877 года, на Аладжинских высотах и принуждение большей части оной сложить оружие» пожалован был орденом Святого Георгия 1-го класса.
- Орден Святого Андрея Первозванного (08.11.1832)[10];
- Орден Святого Александра Невского (08.11.1832);
- Орден Белого орла (08.11.1832);
- Орден Святой Анны 1-й степени (08.11.1832);
- Орден Святого Георгия 4-й степени за отличие в Инкерманском сражении (07.11.1854);
- Орден Святого Владимира 1-й степени (01.01.1863);
- Золотая драгунская сабля с надписью «За храбрость» (19.03.1863);
- Орден Святого Георгия 2-й степени за покорение Западного Кавказа (15.06.1864);
- Золотая шпага, украшенная бриллиантами и изумрудами, с надписью «За окончание Кавказской войны» (02.07.1864);
- Орден Святого Станислава 1-й степени (11.06.1865);
- Орден Святого Георгия 1-й степени за победу на Аладжинских высотах (09.10.1877);
- Бухарский Орден Солнце Александра (20.05.1898);
- Золотая медаль «За труды по освобождению крестьян» (19.04.1861);
- Знак отличия за XL лет беспорочной службы (1888);
- Портреты Николая I, Александра II, Александра III и Николая II, украшенные бриллиантами, для ношения на груди (14.05.1896);
- Знак отличия за LX лет беспорочной службы на Георгиевской ленте (08.11.1908);
- Серебряная медаль «За защиту Севастополя»;
- Бронзовая медаль «В память войны 1853—1856»;
- Серебряная медаль «За покорение Чечни и Дагестана»;
- Медаль «За покорение Западного Кавказа»;
- Медаль «В память русско-турецкой войны 1877—1878»;
- Серебряная медаль «1 марта 1881 года»;
- Тёмно-бронзовая медаль «В память коронации императора Александра III»;
- Медаль «В память царствования императора Александра III»;
- Медаль «В память 50-летия защиты Севастополя» (05.10.1904);
- Крест «За службу на Кавказе» (1864);
- Знак, установленный в память успешного введения в действие крестьянских положений 19 февраля 1861 года.

Иностранные:
- Прусский Орден Чёрного орла (1838);
- Прусский Орден Красного орла (1838);
- Вюртембергский Орден Вюртембергской короны 1-й степени (13.10.1847);
- Нидерландский Орден Нидерландского льва (30.08.1849);
- Австрийский Орден Святого Стефана, большой крест (17.02.1851);
- Саксонский Орден Рутовой Короны (27.02.1852);
- Баварский Орден Святого Губерта (19.03.1852);
- Неаполитанский Орден Святого Фердинанда и Заслуг (02.05.1852);
- Пармский Константиновский орден Святого Георгия (10.05.1852);
- Гессен-Дармштадтский Орден Людвига (28.05.1852);
- Баденский Орден Верности (29.05.1852);
- Баденский Орден Церингенского льва (29.05.1852);
- Веймарский Орден Белого сокола (07.06.1852);
- Сардинский Орден Аннунциаты (13.01.1857);
- Нассауский Орден Золотого льва Нассау (30.08.1860);
- Портрет персидского шаха (25.03.1865);
- Французский Орден Почётного легиона, большой крест (12.06.1876);
- Мекленбургский-Шверенский Крест «За военные заслуги»[нем.] 1-й и 2-й степеней (13.11.1877);
- Датский Орден Слона (10.09.1881);
- Шведский Орден Серафимов (15.02.1892);
- Прусский Орден «Pour le Mérite»;
- Румынский Орден Звезды Румынии 1-й степени;
- Турецкий Орден Османие 1-й степени;
- Прусский Орден Дома Гогенцоллернов с цепью;
- Румынская Медаль «Virtutea Militară»[англ.].

## Памятники
До революции великому князю Михаилу Николаевичу небольшие памятники были установлены в городах:
- Боржом. Бронзовый бюст на высоком гранитном постаменте. Открыт 7 сентября 1913 г. в Реммертовском парке Боржома. Памятник был уничтожен после 1917 г.
- Петергоф. Бронзовая статуя великого князя на гранитном постаменте близ казарм Лейб-гвардии Конно-гренадерского полка. Открыт 10 июня 1914 г.. Автор памятника — полковник П. А. Самонов. Памятник был уничтожен после 1917 г.
- Бронзовый бюст великому князю Михаилу Николаевичу был торжественно открыт 19 сентября 2010 г. в Адыгее на территории Михайло-Афонской Закубанской пустыни, напротив храма Архангела Михаила (скульптор А. А. Аполлонов)
- Бронзовый бюст великому князю Михаилу Николаевичу был торжественно открыт 1 октября 2011 г. на территории Николо-Берлюковского мужского монастыря в селе Авдотьино, Московской области (скульптор А. А. Аполлонов)
- Бронзовый бюст великому князю Михаилу Николаевичу был торжественно открыт 19 ноября 2013 г. в Санкт-Петербурге, на территории Военно-исторического музея артиллерии, инженерных войск и войск связи (скульптор А. А. Аполлонов)

## Память
В честь его рождения была построена церковь во имя Воскресения Христова и св. Михаила Архангела в Коломне. Михайловская улица в Петергофе носит его имя. Посёлок Жилгородок до Великой Отечественной войны назывался Мишино в его честь.
- Николай I и его сыновья. Михаил второй слева
- В 1852 году
- Михаил Николаевич в 1865 году
- Михаил Николаевич в казачьей форме, 1860-е гг.
- В наряде запорожского атамана (с маскарада 1903 г.)
- Михаил Николаевич в начале XX века